# Antonio Morel
Antonio Morel (* 20. Dezember 1920 in Moca; † Mai 2006) war ein dominikanischer Merenguemusiker und -komponist.
Morel studierte an der Academia de Música de Tamboril bei Federico Camejo und besuchte Kompositionsklassen bei Enrique Casal Chapí. 1947 gründete er das Orquesta Antillana, das neben dem Super Orquesta San José bedeutendste Unterhaltungsorchester der Dominikanischen Republik. Es wurde vom Pianisten und Komponisten Enriquillo Sánchez geleitet. Der erste Sänger des Orchesters war Luis Vásquez. Weiterhin traten Sänger und Künstler wie Francis Santana, Joseíto Mateo, die Tänzerin Lupe Serrano, die Gruppe Flor-de-Lis, Alberto Beltrán, Tony Echavarría, Rafael Martínez, Lope Balaguer, Macabí, Julito Deschamps, Niní Cáffaro und Vinicio Franco mit dem Orchester auf. Morel nahm mit dem Orchester u. a. die Merengues Apágame la vela, San Cristóbal, Masá Masá und Fiesta en la joya, die Boleros Mi gloria, Demasiado corazón, Arenas del desierto, Tu palabra y la mía und No me abandones sowie Mambos, Guarachas und Sones auf.
Außerdem zählte Morel zu den Gründungsmitgliedern des Orquesta Sinfónica Nacional, das er 1959 bei einem Konzert mit eigenen Kompositionen dirigierte. Er spielte Bassklarinette und trat als Sänger mit dem Gitarristen Juan Lockward auf.